# 羅靈加普 (北卡羅萊納州)
羅靈加普（英語：Roaring Gap）是位於美國北卡羅萊納州亞利加尼縣的非建制地區。

## 歷史
羅靈加普的郵局自1926年營運至今。

## 地理
羅靈加普所處的海拔為高於海平面877米（即2877英呎），而該地所採用的時區為UTC-5，即北美东部时区（EST）。同時該地設有夏令時間，為UTC-5調快一小時，即UTC-4（EDT）。